# 扶筐六
天龍座49，又名BD+55 2137，HD 177249、SAO 31323、HR 7218，是天龍座的一颗恒星，视星等为5.48，位于銀經85.83，銀緯20.86，其B1900.0坐标为赤經18h 58m 44.6s，赤緯+55° 20.86′ 54″。